# 上原重太郎
上原 重太郎（うえはら じゅうたろう、1921年10月14日 - 1945年8月19日）は、日本の陸軍軍人。最終階級は陸軍大尉。宮城事件森赳近衛師団長殺害事件の首謀者の一人。

## 生涯
兵庫県神戸市生まれ。父は船員であった。京都府立二中、広島陸軍地方幼年学校から陸軍士官学校卒（55期）。陸軍戸山学校生徒を経て、陸軍挺進練習部（現 新田原基地）で落下傘降下を学ぶ。1944年陸軍航空士官学校（現入間基地）へ移る。
1945年8月15日、近衛師団司令部で森師団長を刺殺。同月19日、陸軍航空士官学校（修武台）裏の航空神社前で自決。なお、入間基地内に「上原大尉自刃之碑」がある。